# Акимов, Владимир Иванович
Владимир Иванович Акимов (20 июля 1953, Москва — 5 октября 1987, Москва) — советский ватерполист, заслуженный мастер спорта СССР (1980). Олимпийский чемпион (1980), обладатель Кубка мира (1981), Чемпион мира (1982), многократный чемпион СССР и Европы.

## Биография
Служил и выступал в ЦСК ВМФ (Москва) с 1972 по 1983 год. В 1984—1987 — в московском «Торпедо». Долгие годы играл за сборную СССР по водному поло.
Погиб при невыясненных обстоятельствах в возрасте 34 лет. В 2024 году был включён в Международный Зал Славы плавания (США, Флорида).
Брат Анатолий. Сын Роман.

## Достижения
- Чемпион Олимпийских игр 1980;
- Чемпион мира 1982;
- Обладатель кубка мира 1981;
- Суперкубка Европы 1976, 1980, 1982;
- Кубка европейских чемпионов 1976;
- Кубка обладателей кубков европейских стран 1980, 1982;
- Серебряный призёр чемпионата Европы 1974, 1981;
- Чемпион СССР 1975, 1976, 1977, 1978, 1980, 1983;
- Обладатель Кубка СССР 1977, 1979, 1980, 1981, 1982;
- Победитель Спартакиады народов СССР 1983;